# Exposición Nacional Estadounidense de 1959
La Exhibición Nacional Estadounidense de 1959 tuvo lugar en el verano de ese año en la entonces capital soviética de Moscú. Fue patrocinada por el gobierno del entonces presidente de los Estados Unidos, el general Dwight David Eisenhower, y siguió a una exposición similar por parte de la Unión Soviética que había sido desarrollada unos meses antes en la ciudad de Nueva York.

## Generalidades
Poseía muchos artículos en exposición, entre los que se encontraban: electrodomésticos para el hogar, los entonces novedosos televisores color y los recientemente disponibles (desde 1958) equipos de audio de alta fidelidad (high fidelity, hi-fi), grandes automóviles norteamericanos de fines de la década de 1950, botes, equipamiento agrícola y deportivo, un corral de juego para niños y hasta una casa prefabricada que “una familia promedio de los EE. UU. podía costear”.
La exposición fue concebida para reducir un poco las tensiones político-ideológicas derivadas de los primeros años de la Guerra Fría, en pleno período del denominado deshielo de Jrushchov y poco antes del recalentamiento de las relaciones bilaterales a partir del derribo de un avión espía U-2 estadounidense sobre el espacio aéreo soviético, hecho acaecido el 1 de mayo de 1960.
El 24 de julio de 1959, durante la apertura de la exposición, entre el entonces vicepresidente estadounidense Richard Nixon y el Secretario General del Partido Comunista de la Unión Soviética Nikita Jrushchov tuvo lugar el llamado Debate de cocina.

## Guerra Fría
No obstante, la exhibición sirvió asimismo como una herramienta de diplomacia indirecta contra el régimen comunista soviético, en la que el sagaz político estadounidense quería mostrar las ventajas del liberalismo, el libre mercado y el capitalismo en general a los soviéticos. Esto fue evidente en el discurso de apertura del entonces vicepresidente Richard Nixon, durante la noche del 24 de julio de 1959, en el cual luego de felicitar al líder soviético Nikita Jrushchov por sus recientes éxitos espaciales (el satélite artificial Sputnik I había sido lanzado al espacio el 4 de octubre de 1957) y a la URSS por sus recientes avances en astronáutica, para rápidamente llevar el foco de atención a los puntos en los que los Estados Unidos han sido tradicionalmente fuertes -desde su misma independencia-, especialmente lo relativo a la libertad individual y la ausencia de coacción estatal.
Las muestra exhibidas fueron parcialmente exitosas en la promoción de la sociedad de consumo y el estilo de vida estadounidense frente al régimen comunista soviético y al estilo de vida impuesto por éste a su sociedad. Por ejemplo, el modelo de una casa suburbana prefabricada atrajo la atención de bastantes visitantes, y hasta sirvió como pretexto para que se desencadenase el célebre “debate de cocina”.

## Artistas comunistas
Sin embargo, pronto surgió una controversia dentro del mismo Departamento de Estado de los Estados Unidos (organismo del gobierno federal de ese país encargado de las Relaciones Exteriores), en lo concerniente a ciertos artistas estadounidenses cuyas obras serían exhibidas en la muestra nacional en suelo moscovita. Considerando el hecho de que varios de los artistas estadounidenses que expondrían sus obras en Moscú habían estado vinculados a actividades comunistas, “unos pocos publicistas y legisladores de derecha afirmaron que los esos simpatizantes comunistas estaban socavando la reputación de los Estados Unidos”. Luego de una posterior investigación acerca del pasado de cada uno de estos pintores y escultores, Francis Walter, presidente del Comité de Actividades Antiestadounidenses (House Committee on Un-American Activities, HUAC) reveló que aproximadamente la mitad de ellos (más precisamente 34 de 67) habían estado involucrados con alguna organización comunista, como el Partido Comunista de los Estados Unidos. Por lo tanto el Comité se estaba preparando para ordenar el retiro de todas esas obras de la exhibición, hasta que el mismo presidente Dwight D. Eisenhower intervino a favor de que sean mostradas tal como se había planeado originalmente. Como contrapartida, para apaciguar a los políticos más conservadores, también decidió agregar a la exhibición varios cuadros clásicos que databan del siglo XVIII.